# یواس‌اس میپل (۱۸۹۳)
یواس‌اس میپل (۱۸۹۳) (به انگلیسی: USS Maple (1893)) یک کشتی بود که طول آن ۱۶۴ فوت (۵۰ متر) بود. این کشتی در سال ۱۸۹۳ ساخته شد.